# Nyctemera bipunctata
Nyctemera bipunctata là một loài bướm đêm thuộc phân họ Arctiinae, họ Erebidae.